# Krameriaceae

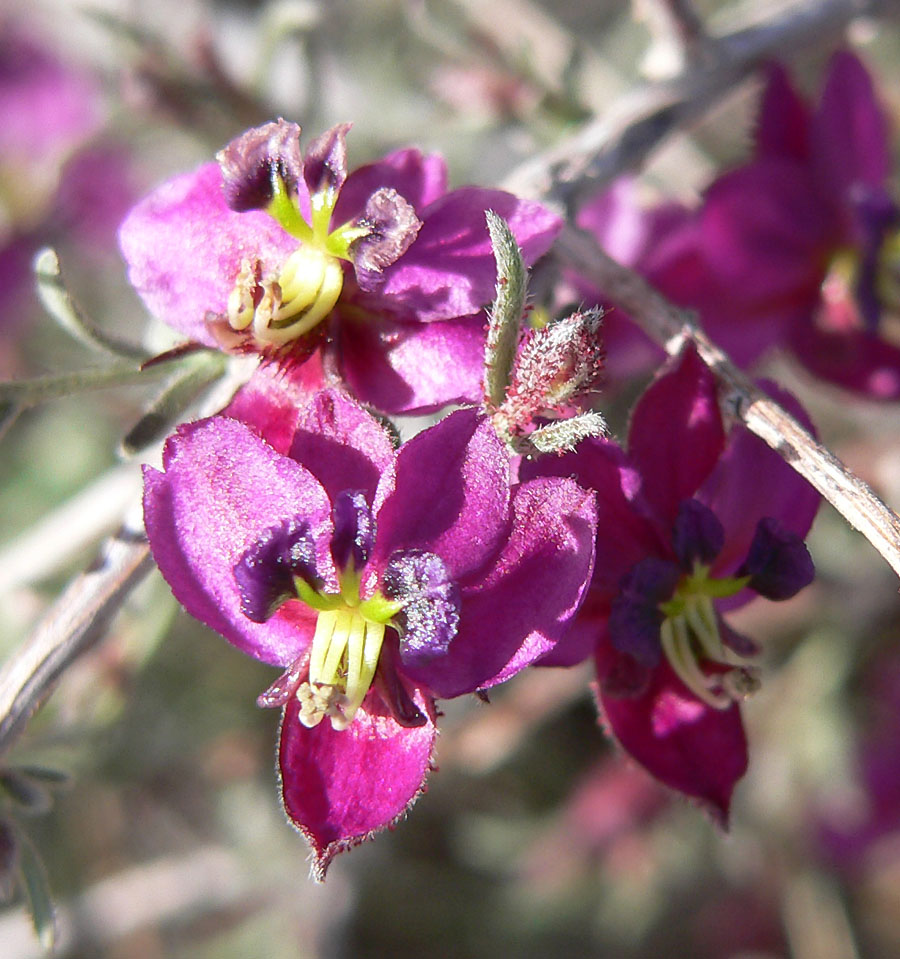
Flores zigomórficas de Krameria erecta. O aparato de atracçção de polinizadores são as sépalas arroxeadas. As pétalas, mais escuras, produtoras de óleo e reduzidas, são facilmente reconhecíveis. Os estames amarelos são dirigidos para baixo nesta espécie.

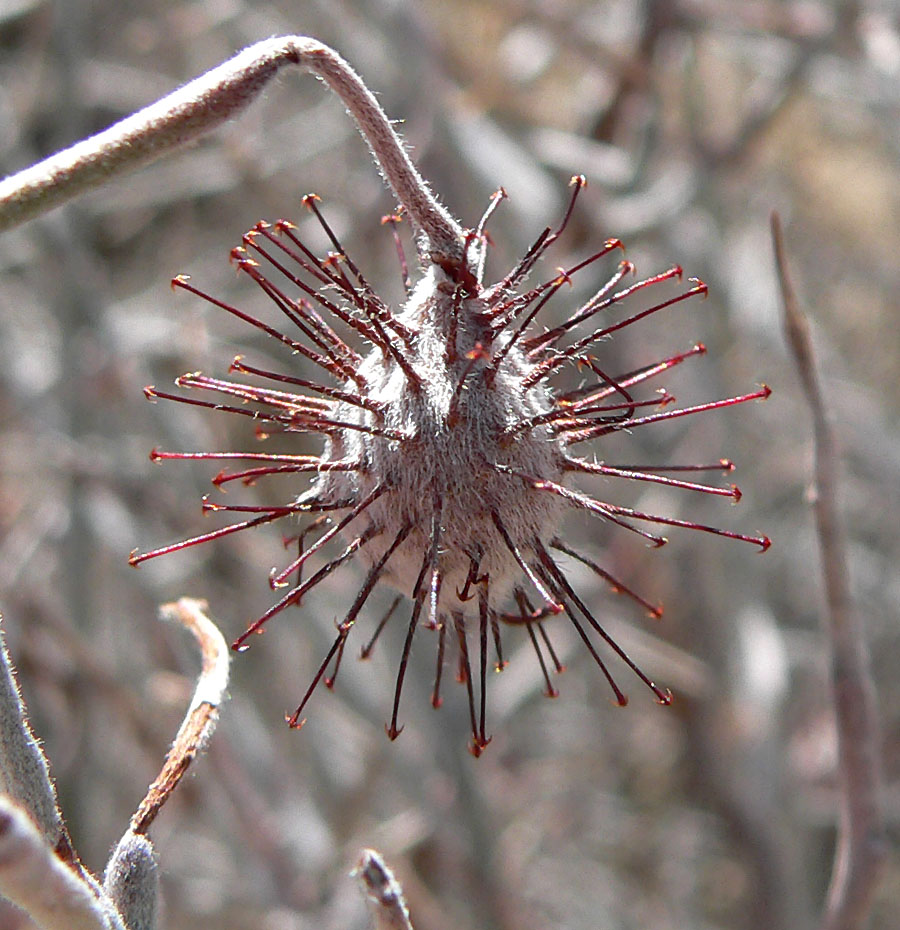
Fruto espinhoso de Krameria grayi.

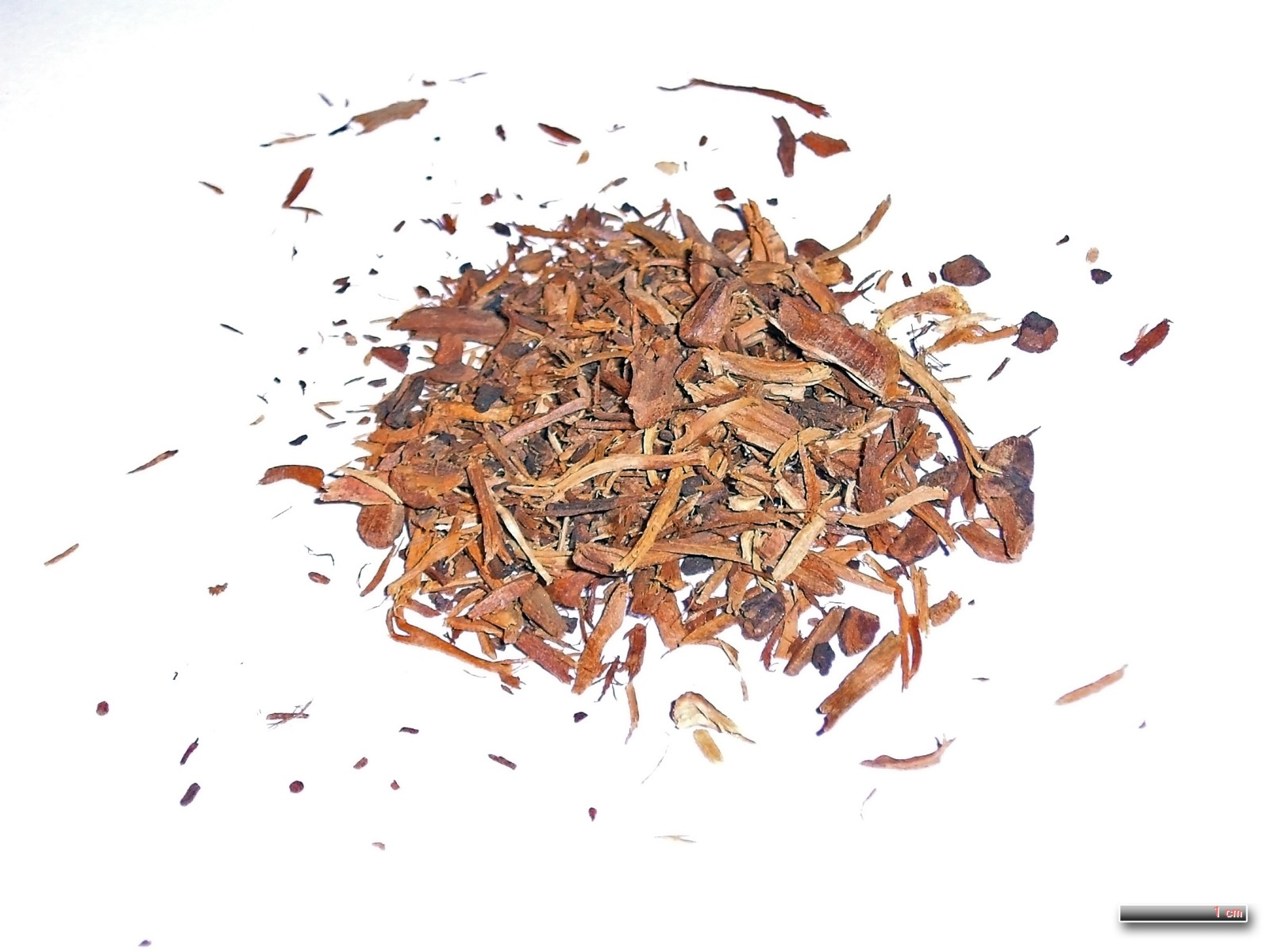
O remédio herbal ratanhiae radix (raiz de ratânhia), preparado com raízes secas e moídas de ratânhia-vermelha (Krameria lappacea).

Krameriaceae é uma família monogenérica de plantas com flor dicotiledóneas, cujo único género é Krameria, com 17-18 espécies validamente descritas, distribuídas pelas regiões temperadas e subtropicais das Américas, mais frequentes nas zonas semi-árias ou áridas. No sistema de classificação APG IV a família integra a ordem Zygophyllales. Várias espécies, conhecidas pelos nomes comuns de ratânia ou ratânhia, são utilizadas como planta medicinal e como fonte de corante. As espécies mais utilizadas para fins medicinais são Krameria argentea e Krameria lappacea (ratânia-peruana).

## Descrição

### Morfologia
Os membros da família Krameriaceae são arbustos, subarbustos ou herbáceas perenes, com caules erectos. Folhas alternas, simples ou raramente trifoliadas, lineares, lanceoladas, oblanceoladas ou ovadas, mucronada nos ápice, inteiras, sésseis ou pecioladas. Muitas das espécies são plantas parcialmente parasitas que usam as raízes das plantas vizinhas como hospedeiro.
As flores são hermafroditas, zigomorfas, solitárias nas axilas das folhas ou dispostas em rácimos terminais ou laterais, com o pedúnculo e o pedicelo separados entre si por um par de bractéolas. As sépalas são 4-5, indumentadas na página inferior. As pétalas são dimorfas, com duas pétalas modificados recobertas de glândulas rodeando o ovário e (2–)3 petalóides, pequenas, formando uma bandeira acima do ovário. Os estames são (3–)4, iguais em comprimento ou didínamos, com filamentos fortes, livres ou conados basalmente. As anteras são deiscentes por poros apicais. O ovário é súpero, ovóide, indumentado, coroado por um estilo forte, arqueado, glabro, de um só carpelo por supressão do segundo, com 2 óvulos apicais.
As glândulas florais, designadas por elaióforos, contêm elaioplastos que produzem um lípido que é recolhido por abelhas do género Centris, as quais polinizam as flores.
O fruto é globoso, semelhante a uma noz, espinhoso, com uma única semente. A semente é globosa, sem endosperma.

### Distribuição
As regiões de distribuição natural das aproximadamente 18 espécies estão restritas ao Neotropis. A família distribui-se numa vasta região que vai do sudoeste dos Estados Unidos até ao Chile, incluindo as Caraíbas. Dez espécies ocorrem numa região que se estende do Kansas por todo o sudoeste dos Estados Unidos (com uma espécie com distribuição disjunta na Flórida e áreas adjacentes da Georgia e na Costa Rica). Seis espécies ocorrem do norte da Colômbia ao centro-leste do Brasil, com uma espécie (Krameria ixine) que atinge o estado mexicano de Sinaloa e as Grandes e Pequenas Antilhas. Duas espécies ocorrem no centro-oeste da América do Sul, nas regiões andinas do Peru, Bolívia, norte do Chile e Argentina.
Os membros do género Krameria preferem em áreas quentes, de clima árido e sem-iárido.

### Usos
Várias espécies, entre elas Krameria argentea, Krameria lappacea (ratânia-peruana) e Krameria ixine, têm sido usadas como planta medicinal, especialmente como adstringentes e para tratamento de problemas de saúde que variam desde a diarreia até transtornos hepáticos e renais.
A actividade biológica da ratânia é devida ao efeito adstringente do ácido rataniatânico, um composto estruturalmente semelhante ao ácido tânico. Na medicina tradicional da região andina, de onde estas plantas são nativas, era usado em infusões para gargarejo ou pastilhas para mascar, especialmente quando misturado com cocaína, como um hemostático local e como remédio para diarreia.
Quando finamente pulverizadas, as raízes secas destas plantas forneceram um componente frequentemente utilizado em dentifrícios tradicionais. As raízes em pó também serviram, especialmente em Portugal, para realçar a coloração rubi de alguns vinhos. A casca da raiz contém uma substância vermelha livre, quase insolúvel, chamada vermelho-ratânia, usada como corante tradicional.

## Sistemática

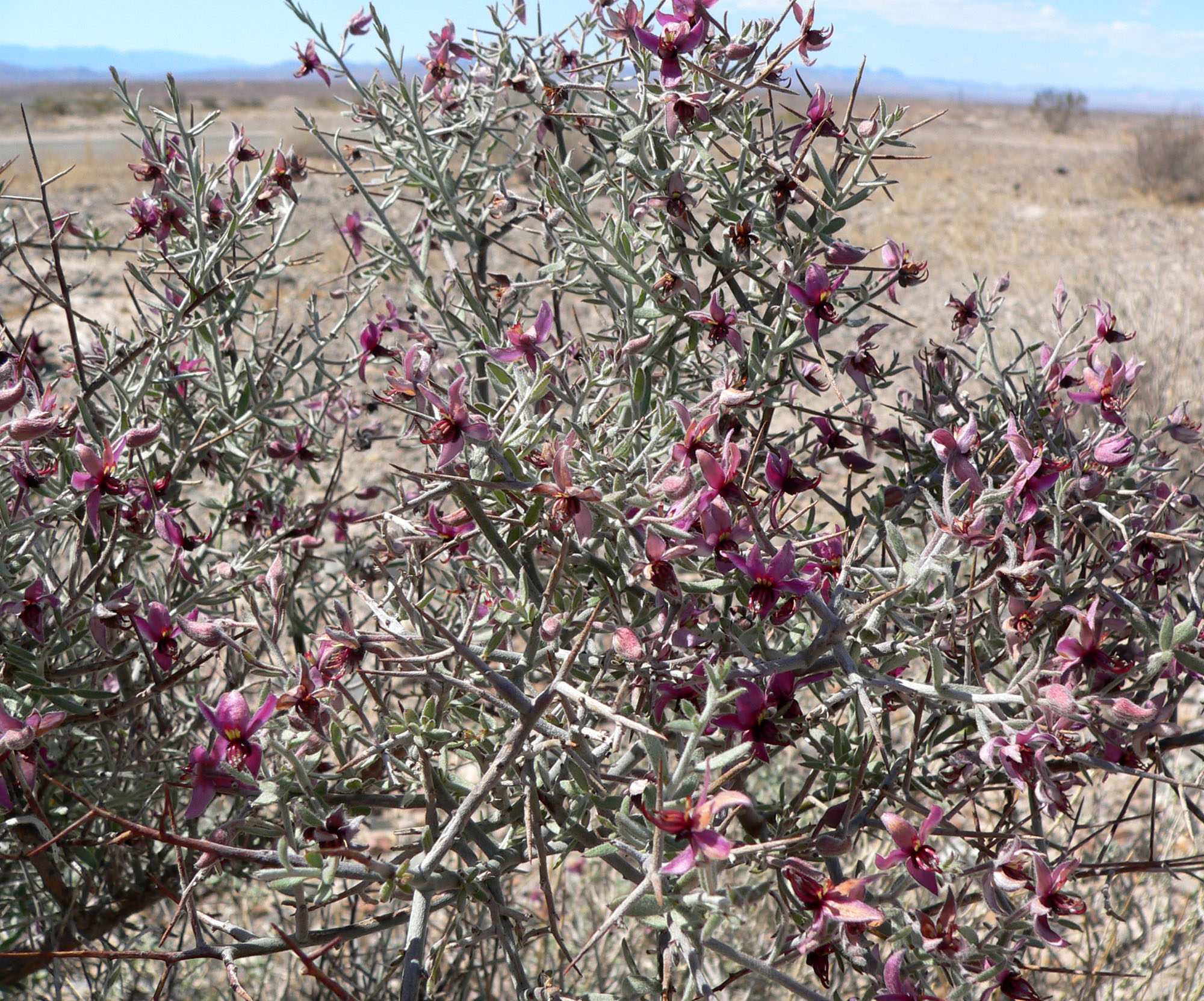
Hábito e flores de Krameria grayi

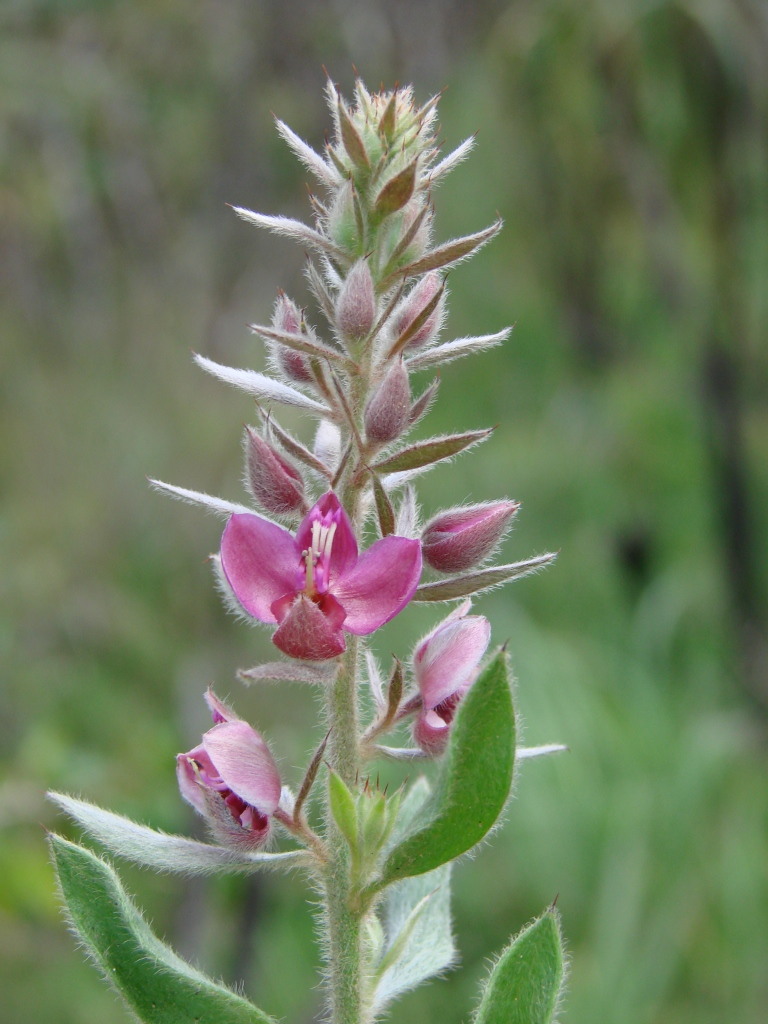
Inflorescência de Krameria tomentosa

### Classificação
Nos sistemas de classificação tradicionais, entre os quais o sistema de Cronquist (1981), a família era integrada na ordem Polygalales. Contudo, a partir do sistema APG II, esta família passou a ser colocada como grupo basal do clado das eurosídeas I e o género Krameria podia ser incluído na família Zygophyllaceae ou, opcionalmente, ser elevado ao nível taxonómico de família sob o nome de Krameriaceae.
A partir do sistema APG III, as famílias Zygophyllaceae e Krameriaceae passaram a constituir a ordem Zygophyllales, uma evolução a partir da versão anterior do sistema na qual o Angiosperm Phylogeny Group tinha apenas incluído a opção de integrar o géneros Krameria em Zygophyllaceae. O enquadramento da família Zygophyllaceae no clado das eurosídeas (ou fabids) é o que consta do seguinte cladograma:
|  | Zygophyllaceae |
|  |                |
|  | Krameriaceae   |
|  |                |

|  | Rosales                                                  |
|  |                                                          |
|  | \| \| Fagales \| \| \| \| \| \| Cucurbitales \| \| \| \| |
|  |                                                          |
|  | Fagales                                                  |
|  |                                                          |
|  | Cucurbitales                                             |
|  |                                                          |

|  | Fagales      |
|  |              |
|  | Cucurbitales |
|  |              |

|  | Rosales                                                  |
|  |                                                          |
|  | \| \| Fagales \| \| \| \| \| \| Cucurbitales \| \| \| \| |
|  |                                                          |
|  | Fagales                                                  |
|  |                                                          |
|  | Cucurbitales                                             |
|  |                                                          |

|  | Fagales      |
|  |              |
|  | Cucurbitales |
|  |              |

|  | Celastrales                                                 |
|  |                                                             |
|  | \| \| Malpighiales \| \| \| \| \| \| Oxalidales \| \| \| \| |
|  |                                                             |
|  | Malpighiales                                                |
|  |                                                             |
|  | Oxalidales                                                  |
|  |                                                             |

|  | Malpighiales |
|  |              |
|  | Oxalidales   |
|  |              |

|  | Rosales                                                  |
|  |                                                          |
|  | \| \| Fagales \| \| \| \| \| \| Cucurbitales \| \| \| \| |
|  |                                                          |
|  | Fagales                                                  |
|  |                                                          |
|  | Cucurbitales                                             |
|  |                                                          |

|  | Fagales      |
|  |              |
|  | Cucurbitales |
|  |              |

|  | Rosales                                                  |
|  |                                                          |
|  | \| \| Fagales \| \| \| \| \| \| Cucurbitales \| \| \| \| |
|  |                                                          |
|  | Fagales                                                  |
|  |                                                          |
|  | Cucurbitales                                             |
|  |                                                          |

|  | Fagales      |
|  |              |
|  | Cucurbitales |
|  |              |

|  | Celastrales                                                 |
|  |                                                             |
|  | \| \| Malpighiales \| \| \| \| \| \| Oxalidales \| \| \| \| |
|  |                                                             |
|  | Malpighiales                                                |
|  |                                                             |
|  | Oxalidales                                                  |
|  |                                                             |

|  | Malpighiales |
|  |              |
|  | Oxalidales   |
|  |              |

|  | Zygophyllaceae |
|  |                |
|  | Krameriaceae   |
|  |                |

|  | Rosales                                                  |
|  |                                                          |
|  | \| \| Fagales \| \| \| \| \| \| Cucurbitales \| \| \| \| |
|  |                                                          |
|  | Fagales                                                  |
|  |                                                          |
|  | Cucurbitales                                             |
|  |                                                          |

|  | Fagales      |
|  |              |
|  | Cucurbitales |
|  |              |

|  | Rosales                                                  |
|  |                                                          |
|  | \| \| Fagales \| \| \| \| \| \| Cucurbitales \| \| \| \| |
|  |                                                          |
|  | Fagales                                                  |
|  |                                                          |
|  | Cucurbitales                                             |
|  |                                                          |

|  | Fagales      |
|  |              |
|  | Cucurbitales |
|  |              |

|  | Celastrales                                                 |
|  |                                                             |
|  | \| \| Malpighiales \| \| \| \| \| \| Oxalidales \| \| \| \| |
|  |                                                             |
|  | Malpighiales                                                |
|  |                                                             |
|  | Oxalidales                                                  |
|  |                                                             |

|  | Malpighiales |
|  |              |
|  | Oxalidales   |
|  |              |

|  | Rosales                                                  |
|  |                                                          |
|  | \| \| Fagales \| \| \| \| \| \| Cucurbitales \| \| \| \| |
|  |                                                          |
|  | Fagales                                                  |
|  |                                                          |
|  | Cucurbitales                                             |
|  |                                                          |

|  | Fagales      |
|  |              |
|  | Cucurbitales |
|  |              |

|  | Rosales                                                  |
|  |                                                          |
|  | \| \| Fagales \| \| \| \| \| \| Cucurbitales \| \| \| \| |
|  |                                                          |
|  | Fagales                                                  |
|  |                                                          |
|  | Cucurbitales                                             |
|  |                                                          |

|  | Fagales      |
|  |              |
|  | Cucurbitales |
|  |              |

|  | Celastrales                                                 |
|  |                                                             |
|  | \| \| Malpighiales \| \| \| \| \| \| Oxalidales \| \| \| \| |
|  |                                                             |
|  | Malpighiales                                                |
|  |                                                             |
|  | Oxalidales                                                  |
|  |                                                             |

|  | Malpighiales |
|  |              |
|  | Oxalidales   |
|  |              |

### Taxonomia
O género Krameria foi estabelecido em 1758 por Lineu, que foi o editor do livro de viagens do botânico Pehr Loefling intitulado Iter hispanicum, editado em Estocolmo pela tipografia de Lars Salvii Kostnad. Nessa obra Lineu inclui a p. 195 o novo género, que Loefling no seu manuscrito tinha designado por Ixine, sob o nome de Krameria. A espécie tipo é Krameria ixine L., que havia sido publicada por Lineu na sua obra Systema naturae, Editio Decima 1759, vol. 2, p. 899. A família Krameriaceae foi proposta em 1829 por Barthélemy Charles Joseph Dumortier na sua obra Analyse des Familles de Plantes, 20, p. 23. Anteriormente o género Krameria fora integrado na família Polygalaceae, a partir da qual Dumortier o segregou em 1829. Contudo, a criação da família não foi consensual e em 1892 Paul Hermann Wilhelm Taubert propôs a integração do géneros nas Leguminosae. Masis uma vez, na falta de consenso, Beryl B. Simpson reactivou em 1989 a família Krameriaceae na sua obra Flora Neotropica, Monograph 49, p. 1–109. A moderna filogenética permitiu determinar que Krameriaceae e Zygophyllaceae s. str. são clados irmãos. O nome genérico Krameria é uma homenagem ao médico militar e botânico Johann Georg Heinrich Kramer (1684–1744).
A família monotípica Krameriaceae tem como único género Krameria L. ex Loefl. com as seguintes espécies:
- Krameria argentea Mart. ex Spreng.: nativa do estado da Bahia e Goiás.
- Krameria bahiana B.B.Simpson: endemismo do estado da Bahia.
- Krameria cistoidea Hook. & Arn.: nativa da região andina, incluindo o Chile.
- Krameria cytisoides Cav.
- Krameria erecta Willd. ex Schult. et Schult. f. (sin.: Krameria glandulosa Rose & J.H.Painter): nativa do sudoeste dos Estados Unidos (New Mexico, Nevada e sul da Califórnia), do Texas e do México (Baja Norte, Baja Sur, Chihuahua, Coahuila, Durango, San Luis Potosi, Sonora e Zacatecas).
- Krameria grandiflora A.St.-Hil.
- Krameria grayi Rose et Painter (sin.: Krameria bicolor S.Watson, Krameria sonorae Britton): nativa do Texas, Arizona, Kalifornien, Nevada e dos estados mexicanos de Sonora e Zacatecas.
- Krameria ixine L.: nativa de Antigua e Barbuda, Grenada, Haiti, Curaçao, Puerto Rico, Costa Rica, Guatemala, Honduras, Guiana, Venezuela e Colômbia.
- Krameria lanceolata Torr.: nativa do Kansas, Oklahoma, Colorado, Arkansas, Florida, Georgia, New Mexico, Texas e Arizona e dos estados mexicanos de Chihuahua e Coahuila.
- Krameria lappacea (Domb.) Burd. et Simp., sin.: Krameria triandra Ruiz et Pav., Krameria iluca Phil.): nativa das regiões andinas da Bolívia, Equador, Peru, Argentina e Chile.
- Krameria pauciflora DC.
- Krameria paucifolia (Rose) Rose
- Krameria ramosissima (A.Gray) S.Wats.
- Krameria revoluta O.Berg
- Krameria secundiflora DC.
- Krameria spartioides Klotzsch ex O.Berg
- Krameria tomentosa A. St.-Hil.